# رئیس درونگرا
رئیس درونگرا (کره‌ای: 내성적인 보스؛ انگلیسی: Introverted Boss) مجموعه تلویزیونی محصول کره جنوبی در سال ۲۰۱۷ با بازی یون وو جین و پارک هه سو است. این مجموعه از ۱۶ ژانویه تا ۱۴ مارس ۲۰۱۷، روزهای دوشنبه و سه‌شنبه ساعت ۲۳:۰۰ (کی‌اس‌تی) از تی‌وی‌ان پخش شد.

## خلاصه داستان
اون هوان کی (یون وو جین) مدیر عامل یک شرکت روابط عمومی است اما بسیار خجالتی است و به خاطر این شخصیتش، کارمندان او را به خوبی نمی‌شناسند. چه رو وون (پارک هه سو) در شرکت اون هوان کی کار خود را آغاز می‌کند. او پر انرژی است و برای عملکرد خوبش مورد پذیرش قرار می‌گیرد اما به مدیر اون هوان کی علاقه دارد و می‌خواهد سر در بیاورد که او واقعاً کیست.

## بازیگران

### اصلی
- یون وو جین در نقش اون هوان کی
- پارک هه سو در نقش چه رو وون
- یون پارک در نقش کانگ وو ایل
- گونگ سونگ یون در نقش اون یی سو